# Kai (piosenkarz)
Kai (ur. 14 stycznia 1994 w Suncheon), właśc. Kim Jong-in (hangul:  김종인) – południowokoreański piosenkarz, model, aktor i tancerz. Jest członkiem boysbandu Exo, jego podgrupy Exo-K oraz supergrupy SuperM. W listopadzie 2020 roku zadebiutował jako solista z wydaniem swojego minialbumu Kai. Poza karierą muzyczną, Kai wystąpił również w różnych serialach telewizyjnych, takich jak Choco Bank (2016), Andante (2017) i Spring Has Come (2018). Kai jest uważany za jednego z najlepszych tancerzy w Korei Południowej i w K-popie, oraz jest jednym z najbardziej wpływowych koreańskich ikon mody.

## Dzieciństwo oraz wczesna młodość
Kai urodził się 14 stycznia 1994 roku w Suncheon w prowincji Jeolla Południowa w Korei Południowej jako najmłodszy członek rodziny, mając dwie starsze siostry. Mimo że jego rodzice początkowo chcieli, aby nauczył się taekwondo i gry na pianinie, Kai zaczął trenować balet w trzeciej klasie po obejrzeniu Dziadka do orzechów i zaczął tańczyć jazz w wieku ośmiu lat, w czwartej klasie szkoły podstawowej. Jego ojciec, który zmarł, był najważniejszym mecenasem jego zetknięcia się z tańcem, który miał ogromne znaczenie dla jego życia, jak podano w filmie o jego rozwoju, który pojawił się w projekcie Gucci z 2019 roku „The Performers”. Kai uczęszczał do liceum School of Performing Arts Seoul, które ukończył w 2012 roku.

## Kariera

### 2011–2015: Debiut i początki kariery
W 2007 roku Kai, zachęcony przez swojego ojca, wziął udział i wygrał konkurs Youth Best Contest organizowany przez SM Entertainment. W wieku trzynastu lat podpisał kontrakt z tą firmą i rozpoczął trening w hip-hopowym tańcu. 23 grudnia 2011 roku SM ogłosiło, że Kai będzie pierwszym członkiem nowo powstającej grupy Exo. 29 grudnia 2011 roku zadebiutował w telewizyjnym występie razem z innymi członkami Exo - Luhanem, Chenem i Tao oraz innymi artystami z SM na kończącej rok imprezie muzycznej SBS Gayo Daejeon. Grupa oficjalnie zadebiutowała w kwietniu 2012 roku i od tamtej pory zdobyła znaczną popularność i sukces komercyjny.
W październiku 2012 roku Kai wziął udział w grupie promocyjnejYounique Unit wraz z kolegami z wytwórni Eunhyukiem, Henrym, Hyoyeon, Taeminem i Luhanem. Grupa wydała singiel zatytułowany „Maxstep” w ramach współpracy między SM Entertainment i Hyundai. óźniej, w grudniu 2012 roku, dołączył do grupy tanecznej SM The Performance, razem z kolegą z zespołu Lay, Yunho z TVXQ, Eunhyuk i Donghae z Super Junior, Minho i Taemin z Shinee. Grupa po raz pierwszy wystąpiła na wydarzeniu SBS Gayo Daejeon 29 grudnia i wykonali swój singiel „Spectrum”. Singiel został oficjalnie wydany następnego dnia. W sierpniu 2014 roku Kai pojawił się w utworze „Pretty Boy” na debiutanckim albumie Taemina z zespołu Shinee.

### 2016–2019: Kariera aktorska i SuperM
W styczniu 2016 roku Kai zadebiutował jako główny bohater w dramacie internetowym Choco Bank, który osiągnął rekordową oglądalność. W grudniu 2016 roku zagrał w dwóch odcinkach specjalnego dramatu internetowego 7 First Kisses, który został wyprodukowany przez Lotte Duty Free.
W styczniu 2017 roku ogłoszono, że Kai zagra główną rolę męską w dramacie dla młodzieży KBS Andante, wcielając się w licealistę. W lutym 2017 roku został obsadzony w japońskim dramacie Spring Has Come, opartym na japońskiej powieści o tym samym tytule. W dramacie po raz pierwszy aktor spoza Japonii zagrał główną rolę w serialu produkowanym przez stację telewizyjną Wowow.
W grudniu 2017 roku Kai został wybrany na okładkę grudniowego numeru magazynu The Big Issue, znanego z pomagania osobom bezdomnym. Magazyn wyprzedał się w ciągu dwóch pierwszych dni, a do tej pory sprzedano 80 000 egzemplarzy, co stanowi rekordową liczbę sprzedanych kopii od czasu rozpoczęcia wydawania magazynu w lipcu 2010 roku. W 2018 roku Kai został obsadzony w melodramacie KBS The Miracle We Met.
7 sierpnia 2019 roku potwierdzono, że Kai zostanie członkiem SuperM, „supergrupy” K-popowej stworzonej przez SM Entertainment we współpracy z Capitol Records. Kai został wybrany jako pierwszy ambasador męskich okularów Gucci w Korei. SuperM zadebiutowali z tytułowym minialbumem 4 października 2019 roku.

### Od 2020: Debiut solowy
3 lipca 2020 roku SM Entertainment ogłosiło, że pierwszy solowy album Kaia jest obecnie w produkcji, a jego premiera ma nastąpić w drugiej połowie 2020 roku. 12 października ogłoszono, że Kai stał się pierwszą męską muzą marki kosmetyków Bobbi Brown.
30 listopada 2020 roku Kai wydał swój debiutancki minialbum zatytułowany Kai, którego głównym singlem jest „Mmmh”. Album osiągnął drugie miejsce na liście Gaon Album Chart i uzyskał status platynowej płyty przyznany przez KMCA. 
30 listopada 2021 roku Kai wydał swój drugi minialbum Peaches, którego głównym singlem jest utwór o tym samym tytule. Album osiągnął trzecie miejsce na liście Gaon Album Chart i również został certyfikowany jako platynowy.
13 marca Kai wydał swój trzeci minialbum Rover wraz z głównym singlem o tej samej nazwie.

## Dyskografia

### Solowa

#### Minialbumy
| Rok  | Dane dot. albumu                                                                                            | Najwyższa pozycja | Najwyższa pozycja | Najwyższa pozycja | Sprzedaż                     |
| Rok  | Dane dot. albumu                                                                                            | KOR (Circle)      | JPN (Oricon)      | US World Albums   | Sprzedaż                     |
| ---- | --- | ----------------- | ----------------- | ----------------- | ---------------------------- |
| 2020 | Kai - Wydany: 30 listopada 2020 - Wytwórnia: SM Entertainment - Format: CD, digital download, streaming     | 3                 | –                 | 11                | - KOR: 344 246+              |
| 2021 | Peaches - Wydany: 30 listopada 2021 - Wytwórnia: SM Entertainment - Format: CD, digital download, streaming | 2                 | 14                | –                 | - KOR: 265 201+ - JPN: 6710+ |
| 2023 | Rover - Wydany: 13 marca 2023 - Wytwórnia: SM Entertainment - Format: CD, digital download, streaming       | 1                 | 12                | –                 | - KOR: 223 212+ - JPN: 4055+ |

### Single

#### Single cyfrowe
| Rok                                                       | Tytuł       | Najwyższa pozycja | Najwyższa pozycja | Najwyższa pozycja | Album   |
| Rok                                                       | Tytuł       | KOR               | KOR               | US World          | Album   |
| Rok                                                       | Tytuł       | Circle            | Hot               | US World          | Album   |
| --------------------------------------------------------- | ----------- | ----------------- | ----------------- | ----------------- | ------- |
| 2020                                                      | „Mmmh" (음) | 26                | 92                | 15                | Kai     |
| 2021                                                      | „Peaches"   | 73                | –                 | 13                | Peaches |
| 2023                                                      | „Rover"     | 23                | –                 | 12                | Rover   |
| „–” oznacza, że singiel nie był notowany na danej liście. |             |                   |                   |                   |         |

## Filmografia

### Seriale telewizyjne
| Rok  | Tytuł                | Rola            |
| ---- | -------------------- | --------------- |
| 2012 | To the Beautiful You | (cameo, odc. 2) |
| 2017 | Andante              | Lee Shi-kyung   |
| 2018 | Spring Has Come      | Lee Ji-won      |
| 2018 | The Miracle We Met   | Ato             |

### Seriale internetowe
| Rok  | Tytuł          | Rola          |
| ---- | -------------- | ------------- |
| 2015 | Exo Next Door  | Kai           |
| 2016 | Choco Bank     | Kim Eun-haeng |
| 2016 | 7 First Kisses | Kai           |

### Programy telewizyjne
| Rok  | Tytuł            | Uwagi              |
| ---- | ---------------- | ------------------ |
| 2018 | Under Nineteen   | Specjalny dyrektor |
| 2019 | Sooro's Rovers   | Członek obsady     |
| 2021 | Honeymoon Tavern | Członek obsady     |